# ریوسوکه تاکایاسو
ریوسوکه تاکایاسو (انگلیسی: Ryosuke Takayasu؛ زادهٔ ۱۴ مهٔ ۱۹۸۴) بازیکن فوتبال اهل ژاپن است.
از باشگاه‌هایی که در آن بازی کرده‌است می‌توان به باشگاه ورزشی توچیگی اشاره کرد.